# Never Too Young
Never Too Young är en amerikansk såpopera som sändes i amerikansk TV åren 1965-1966. 

## Handling
Serien utspelar sig i Malibu, Kalifornien och handlingen kretsar kring en grupp tonåringar och deras föräldrar och historierna berättas ur karaktären Alfys perspektiv. Alfy själv äger The High Dive, ett ställe på stranden där ungdomarna gillar att hänga.

## Om serien
Never Too Young var den första såpoperan som riktade sig till tonåringar och många artister gästade serien - däribland The Castaways, The Sunrays, Marvin Gaye, Johnny Rivers, Paul Revere and the Raiders, Mel Carter, Freddy Cannon, Ramsey Lewis och The Girls.

## Rollista i urval
- Merry Anders - Faster Alice
- Michael Blodgett - Tad
- Jan Clayton - Mrs. Porter
- Tony Dow - Chet
- Joy Harmon - Chets flickvän
- John Lupton - Frank
- Dack Rambo - Tim
- Tommy Rettig - Jo Jo
- Carol Sydes - Susan
- David Watson - Alfy
- Patrice Wymore - Rhoda